# Cal Delfí Mas
Cal Delfí Mas és una obra noucentista de Gelida (Alt Penedès) protegida com a Bé Cultural d'Interès Local.

## Descripció
Casa de situació privilegiada de dues plantes, celler, golfes i jardí. Està formada per dos cossos rectangulars units amb teulades de pissarra a quatre vents. l'interior que s'obre a partir d'un porxo que sustenta una galeria, es divideix a partir d'uns escala central, i és d'una gran lluminositat i elegància.